# The Shining Harmony Of Universe
The Shining Harmony Of Universe es el título del primer álbum de estudio de la banda española Níobeth, lanzado en España por Molusco Discos en octubre de 2008 y en Japón por Rubicon Music en junio de 2009. Tanto el título como la portada fueron revelados al finalizar la grabación, unas semanas antes del lanzamiento del disco, a través de la web oficial. La portada es un trabajo de Dimitri Elevit. El libreto incluye, además de las letras y fotos del grupo, una sección con breves notas de prosa poética para cada una de las canciones, escritas por el guitarrista y compositor del grupo Jesús Díez.
El trabajo cuenta con un gran repertorio de colaboraciones, como el coro Orfeón de La Mancha, Juanba Nadal al bajo y la instrumentista Lourdes Guillén a la flauta, ocarina y piccolo, aportando gran variedad instrumental al trabajo. Su duración se acerca a los 70 minutos e incluye una canción en alemán (el Aria de la Reina de la Noche, de La flauta mágica de Mozart) y otra en japonés, en homenaje a las víctimas de los ataques nucleares en Hiroshima y Nagasaki.
Algunos medios han definido el estilo del disco como «oscuro pero delicado, elegante y poderoso».
La edición japonesa del álbum incluye una canción adicional llamada Dreaming, así como un DVD de regalo con el videoclip de The Whisper Of Rain y algunos extras relacionados.
El 4 de junio se presentó oficialmente el videoclip de The Whisper Of Rain, en el cual aparecen las actrices Cristina Alvis e Iris Lezcano.

## Lista de canciones
| Pista | Título                                    | Duración | Compositor                                      | Notas |
| ----- | ----------------------------------------- | -------- | ----------------------------------------------- | --- |
| 1     | The Whisper Of Rain                       | 6:15     | J. Díez                                         | Primer sencillo y primer videoclip.                                                                                    |
| 2     | Secrets                                   | 6:31     | I. Benedicto                                    | |
| 3     | Tell Me Lord                              | 4:49     | I. Benedicto                                    | |
| 4     | A Frightening Shiver                      | 5:06     | J. Díez                                         | |
| 5     | My Silence Within                         | 6:34     | J. Díez                                         | |
| 6     | Requiem For Imogen                        | 6:46     | S. Tejedor                                      | La letra de la canción es un poema de William Shakespeare.                                                             |
| 7     | Dance Of Tragedy                          | 4:49     | J. Díez e I. Benedicto                          | |
| 8     | Reflected Lights´ Garden                  | 5:24     | I. Benedicto                                    | |
| 9     | Rhyme For My Gone Beloved                 | 6:21     | J. Díez                                         | |
| 10    | Musician´ Soul                            | 4:56     | I. Benedicto                                    | |
| 11    | The Magic Flute - Queen Of The Night Aria | 3:02     | Mozart; Adaptación de J. Díez.                  | Versión del aria de la ópera de Mozart, La flauta mágica. Letra en alemán.                                             |
| 12    | The Awakening                             | 2:31     | J. Díez                                         | Pieza casi instrumental, con aparición de coros al final.                                                              |
| 13    | 怖さに震えて (Kowasani Furuete)           | 5:19     | J. Díez                                         | Canción adicional con la letra en japonés en homenaje a las víctimas de los ataques nucleares en Hiroshima y Nagasaki. |
| 14    | Dreaming                                  | 4:20     | Música: I. Benedicto; Letra y arreglos: J. Díez | Canción adicional sólo para Japón.                                                                                     |

## Directo

### Gira
El álbum fue presentado en The Shining Tour en más de 15 actuaciones por la geografía española.

### Concierto con coro
El 24 de enero de 2008, Níobeth presenta el disco en el Teatro Circo de Albacete con la colaboración en directo del coro Orfeón de la Mancha, que colaboró en la grabación del disco. El espectáculo incluía diversos elementos extra musicales como una bailarina, unas niñas japonesas vestidas con yukata y la colaboración en una de las canciones de José Cano, vocalista de Centinela.

## Videoclips
- The Whisper Of Rain.

## Créditos

### Miembros
- Itea Benedicto - Voz y composición.
- Jesús Díez - Guitarra y composición.
- Santi Tejedor - Teclado, violín y gaita.
- Alberto Trigueros - Batería.

### Músicos invitados
- Orfeón de la Mancha - Coro.
- Lourdes Guillén - Flauta, piccolo y ocarina.
- Juanba Nadal - Bajo.
- Fernando Asensi - Voz masculina de apoyo en los temas 7 y 13.